# Hedwig Günther
 Hedwig Günther  geb. Brosterhues  (* 14. Juni 1896 in Hamburg; † 11. April 1966 ebenda) war eine Hamburger Politikerin der Sozialdemokratischen Partei Deutschlands (SPD) und Mitglied der Hamburgischen Bürgerschaft.

## Leben
Hedwig Günther machte eine kaufmännische Ausbildung. Bis zu ihrer Hochzeit im Jahre 1923 war sie als Kontoristin und Buchhalterin tätig. Während ihrer Zeit als Abgeordnete wurde sie in den Akten der Bürgerschaft als Hausfrau geführt.

## Politik
Von 1911 bis 1914 war sie Mitglied des Arbeiterjugendbundes. Von 1918 bis 1933 war sie durchgehend im Landesvorstand der SPD. 1928 wurde sie Mitglied im Vorstand des Frauen-Aktionsausschusses der SPD. Nach der Machtübernahme des NS-Regimes wurde sie 1933 in Hamburg für eine Woche in Untersuchungshaft genommen.
Sie war dann für die Sozialdemokratische Partei nach der Zeit des Nationalsozialismus als Kassiererin und Referentin tätig. Sie saß vom 30. Oktober 1946 bis 1957 als Abgeordnete in der Hamburgischen Bürgerschaft. Dort war sie unter anderem Schriftführerin. Sie war von 1947 bis 1953 Deputierte der Schulbehörde.
Ihre Schwester Margarethe Wöhrmann war auch Mitglieder der Hamburgischen Bürgerschaft.